# ブリアード

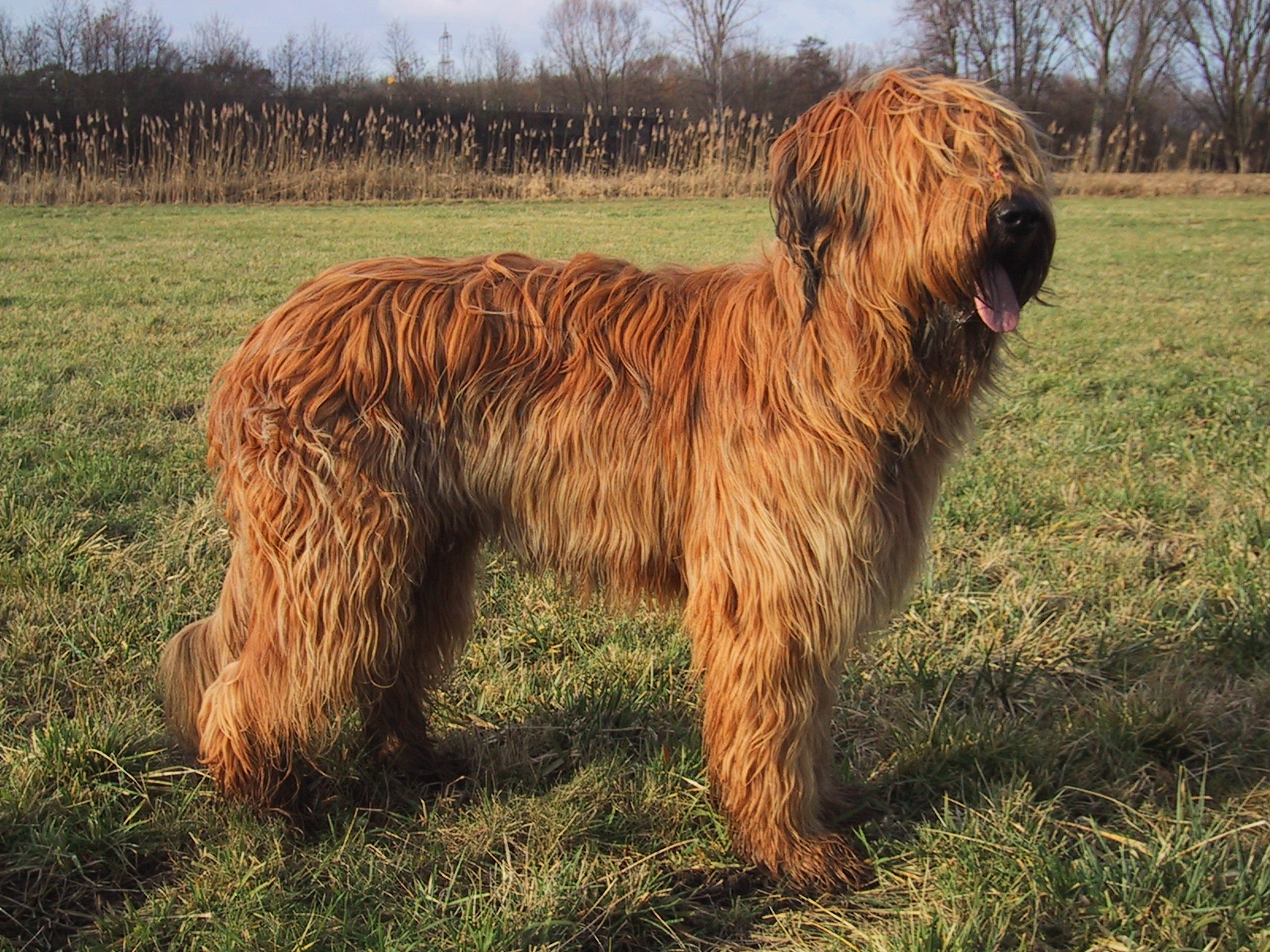
垂れ耳ブリアード

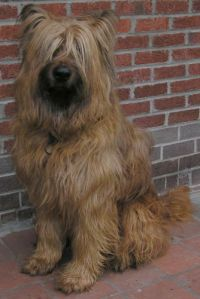
立ち耳ブリアード

ブリアード（英：Briard）は、フランスのブリ地方原産の牧羊犬種のひとつである。

## 歴史
8世紀頃には既に存在していたといわれているが、生い立ちの詳しいこととは分かっていない。ボースロンとは兄弟関係、ピカルディ・シープドッグとは親戚関係をそれぞれ持つとされている。
詳しいことは不明であるが、かつてはナポレオン・ボナパルトにも愛され、飼育されていたことがあったとも言われている。
この「ブリアード」という名前がはじめて使われたのは14世紀のことで、一説によると このころ起こったある出来事がその由来になっているといわれている。14世紀にオーブリという名の男が何者かに殺害されたが、これを目撃した彼の飼い犬が主人を殺した犯人を何日も執拗に付け回し、犯人がこの者であることを村の人々に無言で訴えかけた。この話を耳にした当時のフランス国王はその犬に主人の敵討ちを行うように命じ、犬は亡き主人の敵を討つことができた。このことが感銘を呼び、当時決まった犬種名のなかった本種に正式な名前がつけられたという説である。この犬と本種ははじめ「オーブリの犬」（Aubry's dog）と呼ばれていたが、それが次第に転訛していき、「オーブリの犬」→「オーブリ」→「ドーブリ」（d'aubry）→「ドブリ」（debri）→「ブリド」（Brido）→「ブリアード」となって今日の名前になったとされている。
始めは牧羊犬として羊を誘導するのに用いられていたが、フランス革命の後には放牧地が減少したため、その必要性が薄れた。そのため、その代わりに羊を泥棒などから守る護畜犬として主に用いられるようになった。尚、どちらの使役でも羊はおよそ700頭ほど管理することが出来る。
1863年にフランスでドッグショーにデビューし、1909年に正式な犬種クラブが設立された。しかし、第一次世界大戦が勃発するとクラブは解散され、一時その存在は非常に危ういものとなった。だが熱心な愛好家の手によりなんとか絶滅の危機は回避し、戦後犬種クラブは再結成された。

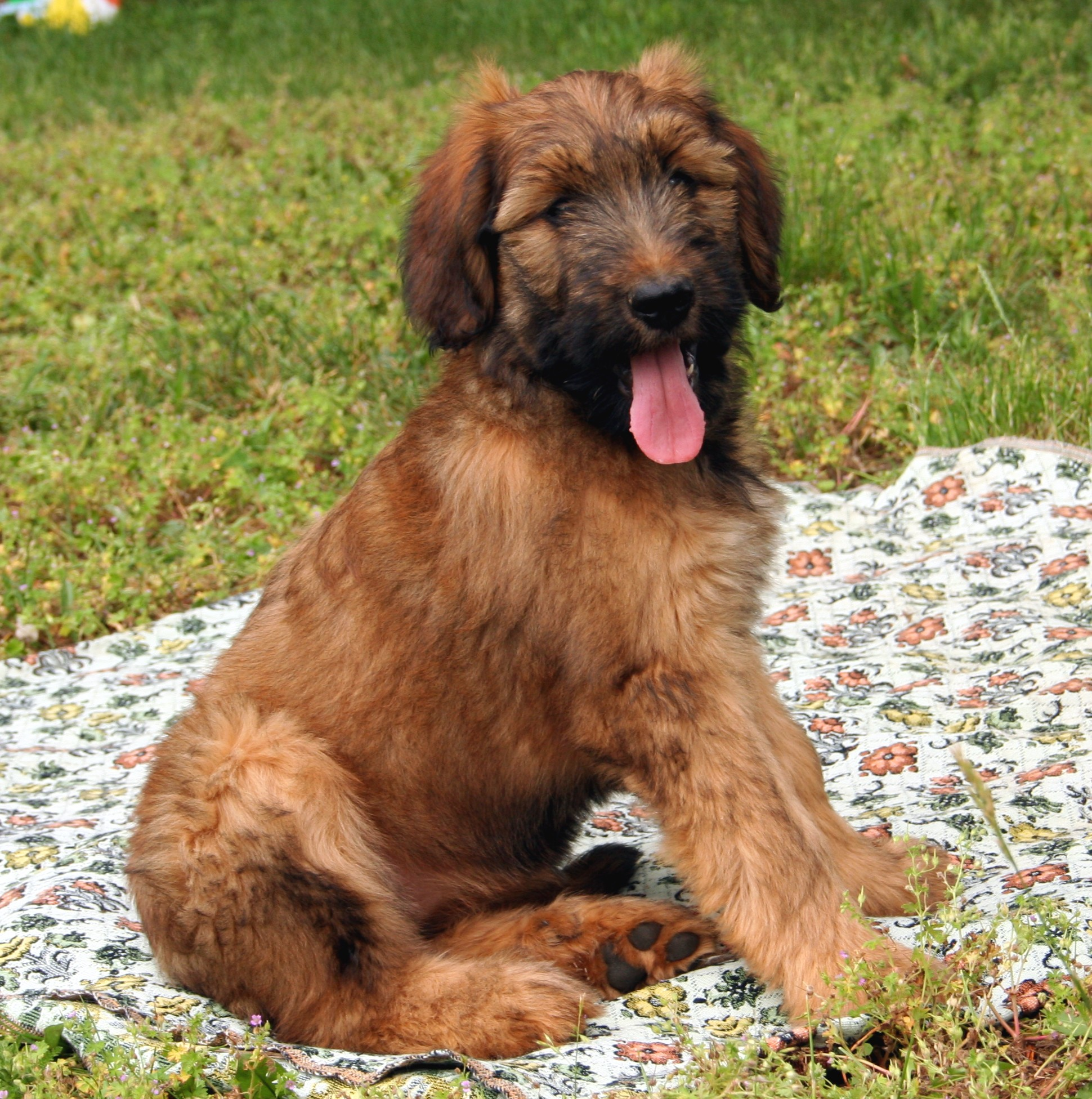
まだ毛の短い仔犬

第二次世界大戦が起こった際には軍用犬として使われ、繁殖を推薦されたため絶滅の危機に瀕することはなかった。軍用犬としては補給弾丸やメッセージを運び戦火をくぐって伝令をしたり、負傷者を探して仲間に知らせたり、救急箱を渡したりすることなどに使われていた。
第二次世界大戦の後はその人目を引く容姿と温和な性質から世界的に人気の犬種となり、現在は実用犬としてよりもペットやショードッグとして飼育されることのほうが多くなってきている。
ちなみに、後述するが耳の形には2つのタイプがあり、地域によって好まれるタイプが異なっている。ヨーロッパでは垂れ耳、南北米や日本などでは立ち耳のタイプが好まれる傾向にある。
日本ではまだ知名度はあまり高くないが、数年に一度輸入されて国内登録が行われている。2010年度も登録が行われた。

## 特徴

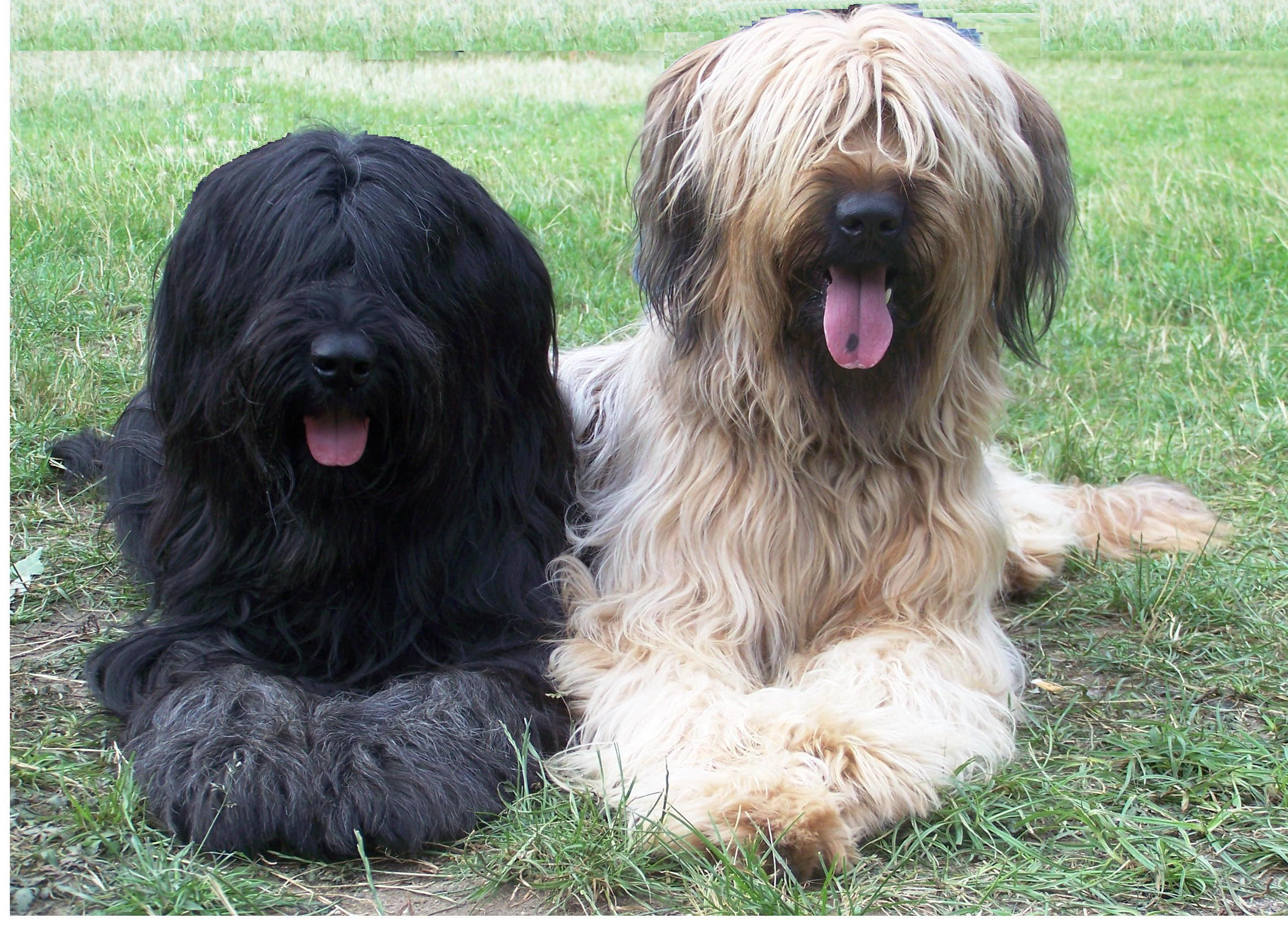
ブリアード

目まで覆っている、長く豊かで少しウエーブがかったシャギーコート（むく毛）が印象的な犬種である。このシャギーコートは雨風をしのぎ、防寒をするために発達したものである。毛色はフォーンやブラック、グレー、アイボリーなどの単色だが、マズルと耳が黒くなることが多い。筋肉質の引き締まった体つきをしていて、脚は長く、後ろ足には2本の狼爪（ろうそう、デュークロー）がある。ショードッグでも狼爪は切除しない。マズルは太く短めで、目の大きさは普通である。
耳には垂れ耳と立ち耳の2タイプがあり、耳の形が違うだけでずいぶんと違った印象になる。いずれのタイプも耳には飾り毛がある。かつて垂れ耳のものは断耳を施して立たせることもあったが、現在は垂れているものは垂れたままでもよいということになっている。なぜ地域によって好まれる耳のタイプが異なっているのかはよく分かっていない。垂れ耳のものと立ち耳のものの間での交配はあまり好ましくないとされ、控えられている。
尾は長くふさふさとした垂れ尾。体高57〜69cm、体重34kg前後の大型犬で、性格は従順で愛情深く、優しい。家族だけでなく家族以外の人や犬とも仲良くすることが出来、子供や仔犬の面倒を見ることも大好きである。しつけの飲み込みや状況判断力は普通だが、ペットとして飼育するのによく適した気質を持っている。ただし、やはりもとが一日に合計80kmもの距離を走り回る犬種であるため、運動量の多さには覚悟が必要である。かかりやすい病気は大型犬でありがちな股関節形成不全、地肌が湿気で蒸れて起こる皮膚疾患、コートが目に入って起こる眼疾患などがある。